# Walther Diehl
Walther Siegfried Diehl (* 7. Mai 1920 in München; † 31. Mai 1994 ebenda) war ein deutscher Schriftsteller, Journalist und Schauspieler. Als Schlagertexter veröffentlichte er unter dem Pseudonym Siegfried Walter.

## Leben und Wirken
Walther Diehl war der Sohn des Architekten Albert Diehl und der Schneiderin Appolonia Diehl, geb. Schmitt. Er wuchs in Münchens Maxvorstadt auf und besuchte die Gisela-Oberrealschule. In der Staatlichen Schauspielschule und anschließend bei Staatsschauspieler Konstantin Delcroix nahm er Schauspielunterricht und schloss 1940 mit der Prüfung zum Staatlich geprüften Schauspieler ab. Im Zweiten Weltkrieg war er als Schauspieler zunächst vom Wehrdienst freigestellt und hatte ein Engagement an der Mainfränkischen Gaubühne. Als Goebbels den totalen Krieg ausrief, wurde er eingezogen. Bei den Nebelwerfern traf er in der Lüneburger Heide auf die Opernsänger Rudolf Schock und Franz Klarwein. Mit Klarwein verband ihn eine lebenslange Freundschaft. In den 1950er Jahren absolvierte er am Werbefachlichen Institut in Abendkursen eine Ausbildung zum Werbefachmann.
Walther Diehl war über 50 Jahre mit Theodora „Dorli“ Diehl, der Tochter des Dichters, Kabarettisten und ehemaligen Wirt der Künstlerkneipe Simplicissimus Theo Prosel, verheiratet. Walther Diehl starb am 31. Mai 1994 kurz nach seinem 74. Geburtstag. Seine Grabstätte befindet sich auf dem Waldfriedhof Obermenzing in München.

### Schauspieler
Nach dem Krieg spielte Diehl wieder Theater, unter anderem im „Neuen Simpl“ am Platzl und im „Jungen Theater“ sowie in „Der Parasit“, „Der Traum von Wassilikowa“ und den Johannes im „Apostelspiel“ mit der damals 14-jährigen Christa Berndl. Er spielte über 50 Mal den Mammon in Oskar Webers „Der bayerische Jedermann“, später bekam er ein Engagement beim Stadttheater Augsburg, wo er in „Zeit zu reden, Zeit zu schweigen“ von Herbert Rosendorfer die Rolle des Kardinal Faulhaber und eines Tölzer Bauern spielte. Diehl war auch in der BR-Fernsehserie Löwengrube, 1990 im TV-Film „Ein anderer Liebhaber“ und 1991 im TV-Film „Wer Knecht ist, soll Knecht bleiben“ zu sehen. 1993 spielte er im Film „Ludwig 1881“ den Hoffotografen Albert. In „Nachtasyl – Szenen aus der Tiefe“ von Maxim Gorki stellte er in einer Produktion der Gemeinde Germering 1990 den Bubnow dar.

### Autor katholischer Messen, Oratorien und Volksdramen
Walther Diehl schrieb die Texte für vier katholische Messen in bayerischer Mundart für Dreigesang und Stubnmusi, darunter die St. Wolfgang-Messe (Musik: Theo Möhrens) und die Münchner Musikantenmesse zu Ehren der Hl. Cäcilia (Musik: Theo Möhrens, im Auftrag des Kulturreferats der Stadt München), uraufgeführt am 21. November 1982 in der Heiliggeistkirche in München anlässlich des Cäcilienfestes der Münchner Volksmusikanten. Walther Diehls Passionsoratorium im alpenländischen Volkston „Oaner geht um im Land“ (Musik: Wilhelm Keller) wurde 1984 beim Münchner Katholikentag uraufgeführt und seitdem über 50 Mal gespielt. Sein Oratorium „Godolias“ (Musik: Wilhelm Keller) wurde in Kötzting zum ersten Mal aufgeführt.
Im Schlosshof von Schloss Burgrain wurde sein zuletzt geschriebenes Oratorium „Treib’ mas’ nei ins Haberfeld“ (Musik: Fritz Köll) uraufgeführt. Die Uraufführung seines musikalischen Volksdramas „Der Brentan“ (Musik: Hans Posegga) am 8. Dezember 1996 in der Stadthalle Germering erlebte Walther Diehl nicht mehr. Ohne Musik wurde „Der Brentan“ unter dem Titel „Der bairische Hiasl - Volksdrama über Mattheus Klostermair“ im August 2010 vom Rassoburg-Theater Grafrath e.V. unter der Regie von Günter Mayr im Freilufttheater Jexhof des Bauernhofmuseum des Landkreises Fürstenfeldbruck uraufgeführt.

### Schriftsteller und Journalist
Von 1973 bis zu seiner Pensionierung arbeitete er als Redakteur beim „Münchner Stadtanzeiger“ der Süddeutschen Zeitung, schrieb aber auch für die „Münchner Palette“, den ehemaligen „Würmtalboten“ und für den Bayerischen Rundfunk die Sendung „Bröselmeier und Rübsam“.
1989 erschien Walther Diehls Buch über die Geschichte der Künstlerkneipe Simplicissimus. 2008 wurde es anlässlich des 850. Geburtstags der Stadt München mit einem Vorwort von Konstantin Wecker im „München Verlag“ neu aufgelegt.

### Weitere Tätigkeiten
Unter dem Pseudonym „Siegfried Walter“ textete Walther Diehl auch Schlager, unter anderem „Fahr nicht schneller als Dein Schutzengel fliegt“ (gesungen von Inge und Maria) und das Wienerlied „Ich hab a Geld in Aussicht“ (Text: Huber/Walter)
Von Dezember 1987 bis zu seinem Tod im Mai 1994 war er Leiter des Künstlerkreises 83 München-Pasing.

## Werke

### Messen, Oratorien, Volksdramen
- „St. Wolfgang Messe“, Messe im alpenländischen Stil (Musik: Theo Möhrens – Text: Walther Diehl)
- „Münchner Musikantenmesse zu Ehren der Hl. Cäcilia“ (Musik: Theo Möhren – Text: Walther Diehl)
- „Oaner geht um im Land“ Passionsoratorium im alpenländischen Volkston (Musik: Wilhelm Keller – Text Walther Diehl)
- „Godolias“, Oratorium (Musik: Wilhelm Keller – Text: Walther Diehl)
- „Treib’ mas’ nei ins Haberfeld“, Oratorium (Musik: Fritz Köll – Text Walther Diehl)
- „Der Brentan“, Musikalisches Volksdrama (Musik: Hans Posegga – Text: Walther Diehl) auch „Der bairische Hiasl – Volksdrama  über Mattheus Klostermair“ (Text: Walther Diehl)

### Diskografie
- „St. Wolfgang-Messe“ (Musik: Theo Möhrens – Text: Walther Diehl, Münchner-Kindl-Studio, LC 6178, Kat.Nr. R 1009)
- „Oaner geht um im Land“ (Musik: Wilhelm Keller – Text Walther Diehl, Telefunken LC 0366, 6.24585 AS, 1981)
- „Münchner Musikantenmesse zu Ehren der hl. Cäcilie“ (Musik: Theo Möhrens – Text: Walther Diehl) und andere geistliche Chorsätze, CD in Zusammenarbeit mit dem Kulturreferat der Landeshauptstadt München, Studio SRI, DJB 91261
- „Ich bleib Dir treu“ (Musik: Rolf Kraus – Text: Siegfried Walter, gesungen von Hannelore Cremer / Decca)
- „Oberammergau, mein Heimatort“ (Musik: Theo Möhrens – Text: Siegfried Walter, gesungen von Sepp Viellechner, Jodler: Hilde Ott und Sepp Viellechner / Tempo)
- „Solang no’ der Steffl“ (Musik: Karl Daurer – Text: Siegfried Walter, gesungen von Willi Berling / Amadeo)
- „I hab a Geld in Aussicht“ (Musik: Karl Daurer und Hans Lotsch – Text: Theo Huber und Siegfried Walter, gesungen von Willi Berling / Amadeo)
- „Der Jodelexpress“ (Musik: Theo Möhrens – Text: Siegfried Walter, gesungen von Sepp Viellechner, den Werdenfelser Musikanten und den Zillertaler Buam / Tempo)
- „Presto, presto Signorina“ (Musik: Theo Möhrens – Text: Siegfried Walter, gesungen von Jean Thomé / Ariola)
- „Jodelplattler“ (Musik: Theo Möhrens – Text: Siegfried Walter, gesungen von Sepp Viellechner und den Waldtruderinger Musikanten / Tempo)
- „Zum Geburtstag wünsch ich Dir das Beste“ (Musik: Theo Möhrens – Text: Siegfried Walter), gesungen von Maritta Leé und den Isarspatzen, mit der Weigert Combo/ Weigert Records
- „Die Polterabend-Polka“ (Musik: Theo Möhrens – Text: Siegfried Walter), gesungen von Maritta Leé und Lambert Müller mit der Weigert Combo, Weigert Records
- „Wir haben nun ein Mädchen bekommen“ (Musik: Theo Möhrens – Text: Siegfried Walter), gesungen von Lambert Müller und den Isarspatzen, Weigert Records
- „Der alte Geiger“ (Musik: Theo Möhrens – Text: Siegfried Walter)
- „Vor einem Jahr“ (Musik: Theo Möhrens – Text: Siegfried Walter), gesungen von Silke Carsten, Casino
- „Canzone del mare“ (Musik: Theo Möhrens – Text: Siegfried Walter), gesungen von Curd Lippert, Royal
- „Wenn die ander'n schlafen“ (Musik: Gert Wilden – Text: Fred Rauch und Siegfried Walter), gesungen von Jean Thomé, Ariola
- „Was braucht denn der Wiener“ (Musik: Hemmer – Text: Walter), gesungen von Werner Biffar, Polaris
- „Die Fontana amorosa bei Nacht“ (Musik: Katalanos  – Text: Walter), gesungen von Gino Riva mit Chor, Polaris
- „Wenn die Anderen schlafen“ (Musik: Möhrens – Text: Walter), gesungen von Jenny Johnsen u. Gert Wilden mit seinen Solisten Ariola
- „Fahr nicht schneller als Dein Schutzengel fliegt“ (Musik: Theo Möhrens/Text: Walther Diehl und Resi Prosel), gesungen von Inge und Maria, Intercord
- „Der bairische Jedermann“ (nach Hugo von Hofmannsthal von Oskar Weber, Mitwirkender: Walther Diehl als „Mammon“, Schariwari Musikproduktion, LC 5498, PM 25004-C)

## Filmografie
- 1989 – 1992: Die Löwengrube (Serie)
- 1990: Ein anderer Liebhaber
- 1991: Wer Knecht ist, soll Knecht bleiben
- 1993: Ludwig 1881

## Auszeichnung
- 1982: Medaille München leuchtet in Silber

## Schriften
- Volksmusik in München. – München : Kulturreferat d. Landeshauptstadt München 1988
- Die Künstlerkneipe "Simplicissimus". Geschichte eines Münchner Kabaretts, 1903 bis 1960 Buchendorfer Verlag, München 1989. Neuauflage: München Verlag, München 2008, ISBN 978-3-937090-27-6.